# Катастрофа Ан-24 під Черніговом
Катастрофа Ан-24 під Черніговом — авіакатастрофа, яка сталася 15 травня 1976 за 15 кілометрів від Чернігова з пасажирським літаком Ан-24РВ радянської авіакомпанії «Аерофлот», що виконував рейс № 1802 «Вінниця — Москва». Внаслідок авіакатастрофи загинуло 52 особи — усі пасажири та члени екіпажу. Достеменно причини трагедії не встановлено.

## Повітряне судно
Літак Ан-24РВ, бортовий номер — СССР-46534, заводський номер — 57310108. Випущений 27 лютого 1975 серійним заводом «Антонов», перший політ здійснив того ж року. На момент катастрофи, в цілому, мав 2976 годин нальоту і виконав 2328 посадок. Літак належав авіакомпанії «Аерофлот» Радянського Союзу, входив до Київського об'єднаного авіаційного загону Українського управління цивільної авіації.

## Катастрофа
15 травня 1976 року літак виконував рейс № 1802, за маршрутом Вінниця (УРСР) — Москва (РРФСР), з аеропорту «Вінниця» у аеропорт «Биково». Склад екіпажу: капітан Чумак Федір Іванович, другий пілот Віктор Пащенко, штурман Петро Максименко, бортмеханік Іван Ухань, штурман-стажист Віктор Козлов, стюардеса Ніна Сукало.
Літак злетів у Вінниці о 10:07, після набору висоти, зайняв ешелон 5700 метрів. За результатами офіційного розслідування, приблизно з 22-ї хвилини політ проводився під керуванням автопілота, востаннє на зв'язок пілоти вийшли за 3 хвилини до початку розгортання аварійної ситуації. Близько 10:46, за 1 хвилину і 20 секунд до зіткнення із землею, під час горизонтального польоту на швидкості 350 км/год, відбулося несподіване, різке відхилення керма напряму у крайнє праве положення (25°), з наступною швидкою зміною кутів нахилу та курсу. Було зафіксовано, що, через 1 секунду після цього, пілоти відреагували відхиленням елеронів на 5-7° в бік для протидії нахилу, на 5-й секунді — відхиленням керма висоти на 30° на кабрирування (для підняття носа), а на 7-й секунді — відхиленням керма напряму на 9°. На 11-й секунді відбулося флюгування повітряного гвинта правого двигуна, через 4 секунди — повітряного гвинта лівого двигуна. Літак вийшов на закритичні кути атаки, увійшов у штопор і на 15-й секунді, з вертикальною швидкістю близько 100 м/с та перевантаженням 1,15-1,2 одиниць, почав знижуватись.
О 10:48, на 41 хвилині польоту, Ан-24 впав на землю — за 500 метрів від села Вікторівка, Чернігівського району. Зіткнення відбулося практично без поступальної швидкості, з невеликим правим нахилом і великим кутом тангажу на пікірування (-50°), шасі та закрилки випущені не були. Впавши навзнак на землю, авіалайнер ще просунувся на кілька метрів, у нього відірвався хвіст, оплавився і частково зруйнувався фюзеляж.

## Жертви
На борту літака перебувало 52 особи — 6 членів екіпажу та 46 пасажирів. Усі вони загинули, за даними окремих джерел — ще до падіння літака на землю.

## Розслідування
Існує декілька версій щодо причин авіакатастрофи Ан-24 під Черніговом.
- Недоліки у конструкції повітряного судна (офіційна версія)

Комісія, яка проводила розслідування дійшла висновку, що несподіване, різке відхилення керма напряму у момент вимкнення автопілота призвело до розвинення великої кутової швидкості нахилу та ковзання, виходу на закритичний кут атаки, вимкнення двигунів, переходу у штопор та зіткнення із землею. Причиною ж відхилення керма напряму було названо вихід штоку триммерного механізму МП-100 на 22,5 мм (виявлено під час дослідження уламків літака на місті катастрофи), при увімкненому автопілоті та наступному його вимкненні. Щодо причин виходу штоку, то, через пошкодження та пожежу літака, напевне їх встановити комісії не вдалося. Як припущення, було озвучено, що це могло статися через відмову в електричному колі або внаслідок ненавмисного натискання одним із членів екіпажу перемикача керування триммером при увімкненому автопілоті. Конструктивна особливість суміщеного триммера-сервокомпенастора з пружинною тягою уможливлює різку перекладку керма напряму у момент вимкнення автопілота при відхиленому електромеханізмі триммера та відсутності дій екіпажу з протидії відхиленню керма напряму протягом двох секунд після вимкнення автопілота. Додатковим супутнім фактором комісія назвала несприятливі погодні умови: значну хмарність та зливу. Також вона виключила можливість впливу потужного повітряного потоку, обґрунтувавши своє рішення даними аналізу метеоситуації та інформацією від військових щодо відсутності польотів авіації ВПС і ППО, стрільби та запусків безпілотних апаратів. Ще встановила, що руйнування конструкції літака до його зіткнення із землею не було.
- Зіткнення із військовим літаком

За неофіційною інформацією, у той час в районі аварії військові все ж таки виявили ціль, якою міг бути літак Чернігівського ВВАУЛ або Ніжинської авіабази, але ці дані засекретили. Також існують свідчення про те, що на фюзеляжі Ан-24 було виявлено фарбу зеленого кольору, яка, за припущенням, могла належати військовому літаку. Втім, на думку фахівців, при зіткненні двох літаків у заданих умовах, вони б обидва зазнали ушкоджень та краху, а виявлено було лише Ан-24. Разом з тим, за деякими даними, пенсії родинам загиблих членів екіпажу виплачувало Міністерство оборони, що непрямо може вказувати на причетність до інциденту військових.
- Потрапляння у супутній слід від реактивного літака

Низка джерел зазначає, що причиною авіакатастрофи стала відмова техніки Ан-24, внаслідок потрапляння його у супутній слід від реактивного літака, ймовірно винищувача МіГ з Чернігівського військового училища. Припускається, що пілот МіГа вийшов із відведеної для пілотажу зони й зайшов на цивільну трасу. Вважається, що потрапляння у його супутній слід і стало причиною різкого відхилення керма напряму Ан-24, з наступним автоматичним флюгуванням повітряних гвинтів обох двигунів, переходом у штопор і зіткненням із землею. Дослідники покладають провину на льотчика винищувача, який допустився помилки і вийшов за межі визначеної зони, а також недбалість працівників служб УПР щодо узгодженості між військовими та цивільними авіадиспетчерами.

## Вшанування пам'яті загиблих
За радянського часу інформації про авіакатастрофу під Черніговом широко не оприлюднювали. Після того, як з місця події забрали тіла людей та великі уламки літака, у викопаний бульдозером котлован згорнули все, що залишилося. Родинам загиблих видали урни з прахом, пам'ятного знаку на місці трагедії не встановлювали, лише місцеві жителі посадили чотири верби.